# Махмут Ибрахимпашић Машо
Махмут Ибрахимпашић Машо (Бјелај, код Б. Петровца, 1922 — Поповићи, код Сопота, 19. октобар 1944), учесник Народноослободилачке борбе и народни херој Југославије.

## Биографија
Рођен је 1922. године у селу Бјелај, код Босанског Петровца. Потиче из земљорадничке породице, његов отац Хасан имао је још четири сина и две ћерке. Основну школу је завршио у родном селу. После завршене ниже гимназије у Бихаћу, Машо је пошао у бањалучку Учитељску школу. Ту се укључио у омладински револуционарни покрет и учествовао у свим акцијама и демонстрацијама.
После окупације Краљевине Југославије, априла 1941. године, вратио се у родно место где се јавно декларисао против Независне Државе Хрватске (НДХ) и најоштрије осуђивао прогоне Срба, чиме је навукао гнев усташке власти. У свом селу формирао је скојевски актив, који је имао значајну улогу у припремама устанка. Одмах по избијању устанка, Машу су ухапсиле усташе, осудивши га на смрт и затвориле у злогласну Бихаћку кулу, одакле се, у јесен 1941. године, под срећним околностима и акцијом илегалаца, ослободио и кренуо у Бихаћку партизанску чету. Машо се већ после првих борби истакао као храбар борац, па је почетком 1942. године примљен у Комунистичку партију Југославије (КПЈ) и изабран за политичког комесара Омладинске чете.
После ослобођења Бихаћа, новембра 1942. године, био је у Штабу Четвртог батаљона Осме крајишке ударне бригаде. У првој жестокој борби коју је батаљон водио на Липи, за време непријатељске офанзиве на Грмеч, јануара 1943. године, Машо се истакао личним примером приликом јуриша на митраљеско гнездо. Као заменик политичког комесара Четвртог батаљона Осме крајишке ударне бригаде, ишао је на челу делова батаљона који су јуришали и извршили пробој. Поновило се то и на Мањачи, у борби с четницима, и у другим борбама на непријатељским упориштима од Бихаћа и Босанске Крупе до Бање Луке и Санског Моста.
Јула 1944. године постављен је за политичког комесара Пете крајишке козарске ударне бригаде. Форсирајући реку Босну на Мањачи, код Жепца, када је бригада почела да савлађује прве препреке на маршу према Србији, Козарчани су се сукобили с јаким немачким снагама. У једном јуришу у првим борбеним редовима погинуо је Раде Кондић, народни херој, командант бригаде. Машо није хтео да остави мртвог команданта, већ је с бомбашима извукао тело погинулог друга.
Октобра 1944. године на прилазима Љутој страни, у засеоку Поповићи, западно од Рипња према Авали, ушанчило се 2.000 немачких војника. Нападале су их Пета и Дванаеста бригада Једанаесте крајишке дивизије, под командом Милоша Шиљеговића. У овој борби Машо је погинуо 19. октобра 1944. године.
Махмут Ибрахимпашић Машо сахрањен је на Гробљу ослободилаца Београда 1944., између Бранка Нерадића и Момчила Милановића, који су погинули заједно с њим. Цела породица Ибрахимпашић је учествовала у Народноослободилачкој борби, Машов брат и сестра Девлета, такође су погинули.
Указом Председништва Антифашистичког већа народног ослобођења Југославије (АВНОЈ), 14. новембра 1944. године, међу првим борцима Народноослободилачке војске, проглашен је за народног хероја Југославије.